# Социальные сети и вторжение России на Украину
Социальные сети стали основным инструментом распространения ложной информации, пропаганды, слухов и фейков в российско-украинской войне. И Россия, и Украина применяют социальные сети для дискредитации друг друга и влияния на мировое мнение. Обе стороны широко используют социальные сети, чтобы представить свои версии разворачивающихся событий и усилить контрастные повествования о вторжении, включая его причины, последствия и продолжение. Чиновники, отдельные граждане и государственные учреждения используют такие платформы, как Facebook, Twitter, TikTok, YouTube и Telegram, для публикации и распространения информации. Масштаб информации, загружаемой в социальные сети о вторжении, огромен.
Вторжение России на Украину стало определяющим геополитическим моментом для некоторых крупнейших мировых технологических компаний, поскольку их платформы превратились в крупные поля сражений параллельно идущей информационной войне, а их данные и услуги стали жизненно важными звеньями в конфликте. Социальные сети стали чрезвычайно эффективным инструментом пропаганды для распространения информации, а также дезинформации. В то же время сообщения в соцсетях стали важнейшим источником информации как для сборщиков информации из открытых источников, так и для СМИ.

## Твиттер
Хотя у Твиттера меньше пользователей, чем у Facebook или Instagram, он является ключевым сайтом для производства и распространения новостей. Твиттер-аккаунты России сыграли ключевую роль в распространении пророссийской точки зрения. Было обнаружено, что официальные российские правительственные аккаунты распространяют пророссийскую информацию в соцсети. В то же время официальный Твиттер-аккаунт Украины представляет собой «исследование контрастов содержания и тона». Он публикует ряд контента, изображений и видео, связанных со вторжением, в рамках своей стратегической коммуникационной кампании. Аккаунт президента Украины Владимира Зеленского в Твиттере также является способом для многих украинцев получить важную информацию о военных событиях и встречах между Зеленским и другими лидерами.
28 февраля Твиттер начал помечать все твиты, содержащие ссылки на российские государственные СМИ, чтобы пользователи знали об источниках информации. По данным компании, с начала конфликта на Украине пользователи размещали в Твиттере ссылки на государственные СМИ около 45 000 раз в день.
Тимоти Грэм из Квинслендского технологического университета и Джей Дэниел Томпсон из Мельбурнского королевского технологического университета исследовали активность в Твиттере 75 официальных аккаунтов российских властей и обнаружили, что они являются «основным источником и усилителем дезинформации». На момент написания статьи для веб-сайта The Conservation (март 2022) эти учётные записи вместе имеют свыше 7,3 млн подписчиков, их ретвитнули 35,9 млн раз, они получили 29,8 млн лайков и 4 млн ответов. В период с 25 февраля по 3 марта 2022 года об этих аккаунтах было сделано 1157 твитов — и около 3/4 были посвящены Украине. Наиболее известными российскими государственными аккаунтами были названы аккаунты МИД РФ (@mfa_russia и @mid_rf), российского представительства в Женеве (@mission_russian) и посольства России в США (@rusembusa).

## Facebook
Согласно социологическому исследованию Фонда «Демократические инициативы имени Илька Кучерива», проведённому по заказу «Детектора медиа», 56 % украинцев используют Facebook в качестве основного источника информации, хотя есть свидетельства того, что это число сокращается. Далее по популярности идут Instagram (25 %) и Viber (24 %). Твиттер, хотя и активно используется государственными чиновниками для связей с общественностью, гораздо менее популярен среди украинских граждан.
Государственное агентство автомобильных дорог Украины призвало граждан в Facebook демонтировать дорожные знаки и строить баррикады из горящих шин, чтобы дезориентировать российских военных. Мэр Купянска Геннадий Мацегора заявил в видеообращении на странице городского совета в Facebook, что он добровольно согласился на захват после наступления российских войск. Министр обороны Украины Алексей Резников, по мнению The Washington Post, «демонстрировал смелость» в ежедневных постах в Facebook, призывая зрителей делиться фотографиями нападения России, публикуя селфи с Зеленским и предлагая амнистию и наличными для захватчиков, которые сдаются.
В настоящее время Facebook и Twitter запрещены в России, однако российская пропаганда, нацеленная на внешнюю аудиторию, по-прежнему процветает на этих платформах. Meta решила сделать исключения из своего давнего правила против призывов к насилию, позволив некоторым пользователям Instagram и Facebook призывать к смерти российских солдат. Позже, однако, компания уточнила, что пользователи по-прежнему не могут призывать к смерти Владимира Путина или других политических лидеров.

## Telegram
Мессенджер Telegram широко используется в России и на Украине для обмена изображениями, видео и информацией о войне. Однако он также стал местом сбора военной дезинформации, такой как непроверенные изображения с полей сражений. Телеканал Euronews называет Telegram «одним из приложений в центре войны на Украине», а журнал Time «инструментом для обоих правительств и центром информации для граждан с обеих сторон». По мнению последнего издания, Telegram стал «самой важной платформой социальных сетей, предлагающей миру нефильтрованный взгляд на военные действия».
Telegram пригрозил закрыть каналы, связанные со вторжением, из-за большого проявления дезинформации. 27 февраля основатель Telegram Павел Дуров сообщил, что рассматривает возможность блокировки внутри Украины и России некоторых каналов, связанных с боевыми действиями, поскольку они могут усугубить конфликт и разжечь этническую ненависть. Пользователи отреагировали с тревогой, заявив, что полагаются на Telegram для получения независимой информации, и Дуров менее чем через час поменял своё решение.
В феврале 2022 года Германия пригрозила закрыть Telegram, чтобы предотвратить «ненависть и подстрекательство» со стороны крайне правых групп и сторонников теорий заговора о пандемии COVID-19. В марте Telegram был запрещён в Бразилии в попытке остановить распространение фейковых новостей в преддверии президентских выборов в стране. Через 2 дня запрет был снят после того, как Дуров предпринял действия по выполнению требований суда.
Бывший агент ФБР и сотрудник Исследовательского института внешней политики Клинт Уоттс заявил: «Тот, кто может поддерживать свои информационные кампании в Telegram, имеет больше шансов сформировать мировоззрение вокруг того, что происходит внутри Украины». Историк Ян Гарнер отметил, что Telegram стал «действительно ключевым полем битвы в информационной войне». По словам Клинта Уоттса, Telegram также стал связующим звеном между российским Интернетом и Интернетом, используемым в США и странах НАТО.

### Использование в России
Telegram обрёл новую жизнь в качестве основной площадки для провоенных заявлений. По данным журнала Time, с 24 февраля число российских подписчиков в Telegram увеличилось на 48 %. Многие россияне также обратились к приложению за независимой информацией после того, как были предприняты попытки прекратить вещание независимых СМИ. Например российский журналист Илья Варламов использовал Telegram для прямой трансляции вторжения и с начала войны приобрёл 1,3 млн подписчиков (на март 2022). В Telegram присутствуют каналы российских государственных СМИ, включая RT и Sputnik, а аккаунты российских ботов распространяют информацию, не соответствующую действительности, часто выдавая себя за пророссийских военных корреспондентов. Российские власти создали чат-боты в Telegram, чтобы граждане могли информировать о тех, кто распространяет «неверную информацию».
К февралю 2022 года политический раздел российского Telegram был одиозным — многие каналы стали называть «помойками», пользователи обнаруживали сети каналов, контролируемые разными бенефициарами, такими как первый замглавы Администрации президента Алексей Громов, глава «Роснефти» Игорь Сечин и бывший пресс-секретарь Росмолодёжи Кристина Потупчик. Основателю ЧВК «Вагнер» Евгения Пригожина принадлежит сеть Telegram-каналов, таких как «Кепка Пригожина» и Grey Zone. Высокая цитируемость Медведева и Кадырова в Telegram и собственном медиапуле Пригожина преподносятся как популярность и широкая поддержка со стороны консервативной части общества. Государственные СМИ, такие как ТАСС и РИА Новости, также распространяют свои новости через свои Telegram-каналы.

#### Популярные каналы
Многочисленные официальные и анонимные источники используют приложение для группового обмена провластными сообщениями. Согласно анализу DFRLab с использованием инструмента TGStat, 9 из 10 самых популярных российских политических Telegram-каналов распространяют провластные заявления, не соответствующие действительности.
- Kadyrov_95. Принадлежит главе Чечни Рамзану Кадырову. Канал Кадырова, по состоянию на октябрь 2022 года, являлся самым крупным по показателю вовлечённости по охвату и насчитывал 3 млн подписчиков.
- СОЛОВЬЁВ. Принадлежит пропагандисту Владимиру Соловьёву. Канал, по состоянию на октябрь 2022 года насчитывает более 1,3 млн подписчиков[19].
- Операция Z: Военкоры Русской Весны. Ведётся анонимно. В качестве логотипа в нём представлен символ поддержки вторжения — буква «Z».
- Операция Z. Ведётся анонимно. В качестве логотипа в нём представлен символ поддержки вторжения — буква «Z». Единственный канал в первой десятке популярых Telegram-каналов, который является приватным, и пользователи должны запросить доступ, прежде чем им будет разрешено читать канал. Описание «Операции Z» сопровождает пропагандистский лозунг «Своих не бросаем».
- Рыбарь. Ведётся анонимно.
- Рамзан Кадыров. Ведётся анонимно, является неофициальным каналом Кадырова. Посты Telegram-канала совпадают с Кадыровым и его провластной позицией[19].
- Colonelcassad. Принадлежит прокремлёвскому военному обозревателю Борису Рожину[19].
- Дмитрий Медведев. Канал бывшего президента России и заместителя председателя Совета безопасности Дмитрия Медведева, от имени которого публикуются гневные посты[16].
- ПУТИН в Telegram. Формально не связан с президентом России, но активно продвигает его политику и лидерство.
- Ватное болото. Описывает себя как «самый читаемый оппозиционный канал в Telegram», публично перечисляет имена пользователей 7 своих администраторов и координаторов, но не предоставляет более подробной информации об их личности. Канал публикует антикремлёвские посты, а также мемы и развлекательный контент, высмеивающий провластную риторику[19].

«Война с фейками» — крупнейший российский Telegram-канал среди других каналов, которые «разоблачают» освещение боевых действий. В Telegram есть несколько каналов с похожими названиями, описаниями и контентом, которые составляют сеть «Войны с фейками».

##### Протестные
- Путь домой. Группа жён и матерей мобилизованных

#### «Военкоры»
После вторжения России в Украину в Telegram появились десятки пророссийских каналов о войне. Их авторы описывают и оценивают обстановку на фронте, называя себя военными корреспондентами («военкорами»). На фоне войны возрос интерес к ультрапатриотическим анонимным и неанонимным публицистическим и псевдоаналитическим каналам, а также появились новые проекты с буквами Z в названии. Содержание провоенного российского Telegram, как отмечают исследователи из Riddle Russia, кардинально отличается от содержания текстов и сюжетов военной тематики в провластных СМИ. Примерно такая же разница и в пламенных речах Дмитрия Медведева, от лица которого публикуются посты с угрозами Украине прямым ядерным ударом и оскорблением западных политиков, и в выступлениях других официальных лиц, в том числе Владимира Путина. Официальные новости, как правило, содержат рассказы о мощи российской боевой техники, взятии отдельных сёл на Донбассе, действиях отдельных солдат и офицеров, которые преподносятся читателям и зрителям как подвиги.
Исследователи из Riddle Russia пишут, что провоенные каналы транслируют относительно достоверную информацию о ситуации на фронте, а также отличающиеся от официальной позиции Кремля точки зрения. Данная альтернативная точка зрения вызывает интерес у публики — «Z-каналы» достаточно популярны. Сторонники войны до победы ищут в «Z-каналах» правду и ответы на вопросы «кто виноват» в поражениях и «что делать». Попутно такие каналы разжигают военный энтузиазм граждан, поддерживающих вторжение.
Газета The New York Times делит авторов таких Telegram-каналов на две условные группы — работники государственных СМИ, отправившиеся на Украину с редакционной миссией и ездящие на фронт блогеры, предлагающие своим подписчикам поддержать их работу пожертвованиями. Она отмечает, что популярные провоенные блогеры распространяют не соответствующие действительности провластные нарративы о том, что Россия воюет с «нацистами», и относятся к украинцам в уничижительном и бесчеловечном свете. Аналитик «Медузы» по войне и бывший российский военный корреспондент Дмитрий Кузнец сказал, что российские военные, похоже, терпимо относятся к присутствию «военкоров», несмотря на их периодическую критику, отчасти потому, что они согласны с их империалистическими взглядами. И блогеры играют решающую роль в распространении пророссийского месседжа в социальных сетях, где их аудитория включает как россиян, так и украинцев.
Представители провоенного сегмента Telegram неоднократно критиковали власти, обвиняя Минобороны в нерешительности и недостаточной жёсткости. 30 августа несколько «военкоров» сообщили в социальных сетях, что что-то идёт «не по плану». По их словам, Украина наращивала силы для контратаки в районе Балаклеи. Через несколько дней украинские силы прорвали оборону России в Балаклее и других близлежащих городах на северо-востоке Украины. Особенно после успешного контрнаступления ВСУ в Харьковской области многие военные корреспонденты стали активно критиковать российские власти и командование российской армии. Одни назвали отступление России «катастрофой», в то время как другие заявили, что она оставила жителей, которые сотрудничали с российскими войскам, что может подорвать доверие к властям подконтрольных России территорий. Несколько «военкоров» настаивали на том, что Россия фактически ведёт полноценную войну — не только против Украины, но и против «коллективного Запада», поддерживающего Киев.
«Военкоры» и провоенные аналитические каналы рассказывают не только об успехах, но и о проблемах, попутно требуя от Кремля и Минобороны РФ самых решительных действий. Провоенные публицисты и аналитики критикуют условную «партию мира» и пишут о необходимости продолжения боевых действий до конца, всеобщей мобилизации и перевода экономики на военные рельсы. Например один из блоггеров, Юрий Подоляка, родом из Украины, но переехавший в Крым после его присоединения в 2014 году, заявил в Telegram, что, если военные продолжат преуменьшать свои неудачи на полях сражений, россияне перестанут доверять министерству обороны, а вскоре и правительству России в целом. В сентябре 2022 года появились слухи о том, что Минобороны РФ готовит ответные меры против «военкоров», критиковавших вывод российских войск из Харьковской области. Давления фактически не произошло, но «военкоры» поняли сигнал и перестали переходить на личности генералов.
После запрета западных платформ весной 2022 года ВКонтакте, «Одноклассники» и Telegram увеличили свою аудиторию и стали доминирующими сетями в России. Несмотря на то, что в результате значительного присутствия в Telegram влиятельных провоенных блогеров («военкоров») именно его стали считать основным «рассадником» провоенных нарративов, основная поддержка войны сосредоточена в сети «Одноклассники». Основной стратегией является укрепление убеждений тех, кто уже поддерживает режим, а не завоевание новых сторонников.

### Использование на Украине
Президент Украины Владимир Зеленский открыто использовал Telegram, чтобы призвать украинских мужчин взяться за оружие и противостоять вторжению. Telegram также ценен для украинских военных, так как может помочь обойти российскую слежку и проводить разведывательные операции. Зеленский почти каждый день публикует видеоролики на своём канале. Зеленский также использовал его для того, чтобы делиться с остальным миром неформальными, личными видео, часто снятыми на смартфон. За три недели с момента вторжения его Telegram-канал, у которого, по состоянию на 23 февраля, было 65 000 подписчиков, стремительно вырос до 1,5 млн человек в марте 2022 года. Time пишет, что украинские правительственные чиновники, в том числе президент Зеленский, полагаются на приложение во всём: от сбора глобальной поддержки до распространения предупреждений о воздушных налётах и карт местных бомбоубежищ, как и российское правительство и российские оппозиционные каналы.
Министерство цифровой трансформации Украины запустило в мессенджере чат-бота, который позволяет гражданам отправлять видео и местоположение российских войск украинским национальным и региональным властям; он получает около 10 000 сообщений в день (на апрель 2022), которые украинская армия использует в дополнение к традиционной разведке. 8 марта Служба безопасности Украины заявила, что одна такая наводка позволила им успешно атаковать за пределами Киева российские транспортные средства.
Большинство городских администраций и официальных организаций на Украине используют социальные сети для распространения критической информации и даже создали специальные каналы в Telegram. Например, министр цифровой трансформации Украины Михаил Фёдоров информирует граждан об украинских победах через свой Telegram-канал. ВСУ также используют Telegram для обмена новостями о ситуации в различных частях страны. The Washington Post отмечает, что председатель Харьковской областной государственной администрации Олег Синегубов использовал Telegram, чтобы научить жителей «оставаться дома и прятаться во время полного уничтожения» российских войск в Харькове. Местный Telegram-канал призвал своих подписчиков «тщательно снимать» и делиться видео проходящих российских войск, чтобы украинские боевики могли их выследить. Министерство внутренних дел Украины использовало Интернет для разжигания инакомыслия в России, размещая фотографии и видеозаписи убитых или взятых в плен российских солдат на своём сайте и в аккаунте Telegram.
Time пишет, что Telegram сыграл важную роль в исходе более 3 млн украинских беженцев, предоставив им безопасные маршруты и помощь; миллионы украинцев за пределами страны использовали Telegram для поиска новостей из дома, отчаянно просматривая бесконечные потоки фотографий и видео в поисках знакомых достопримечательностей или лиц, как и члены семей российских военных.

## TikTok
По мере обострения российско-украинского кризиса миллионы людей обратились к социальной сети TikTok. Видео TikTok давали одни из первых проблесков российского вторжения, и с тех пор платформа стала основным каналом для распространения новостей в массы за рубежом. Ещё до начала вторжения зрители «загрузили сотни видео, на которых современное российское вооружение и военная техника мчатся по железным дорогам, автомагистралям и местным дорогам к позициям вблизи Украины».
Исследователи неоднократно отмечали, что с самого начала вторжения на Украину они видели, как быстро на платформе распространялась дезинформация. Социальная сеть TikTok стала одной из самых популярных платформ для обмена видео и фотографиями вторжения. Согласно обзору The Times, за последнюю неделю в приложение были загружены сотни тысяч видеороликов о конфликте со всего мира. В приложении часто стали встречаться видео, в которых подробно рассказывается о насилии и разрушениях, происходящих в нескольких крупных городах страны. Украинцы в стране и за её пределами стали активно использовать платформу для прямого общения с западной аудиторией, могли, например, публиковать видео, развенчивающие интернет-слухи и рассказывающие об ужасах, которые они переживают во время вторжения.
The New Yorker назвала вторжение «первой в мире TikTok-войной». По словам исследователей, изучающих платформу, многие популярные видеоролики TikTok о вторжении, в том числе прямые трансляции украинцев из своих бункеров, предлагают реальные отчёты о действиях, однако подлинность и подтверждение подлинности других видео оказалось невозможным, исследователи заявляют, что некоторые пользователи просто используют интерес к вторжению, чтобы набрать просмотры на своих видеороликах. Как показало расследование NewsGuard в марте 2022 года, TikTok предоставляет пользователям ложный и вводящий в заблуждение контент о войне на Украине в течение 40 минут после их регистрации в приложении, независимо от того, выполняют ли они какие-либо поисковые запросы на платформе. Согласно обзору The Times, за первые недели вторжения аудио взрыва в порту Бейрута в 2020 году было загружено в несколько видеороликов TikTok, в которых утверждалось, что это происходит на территории Украины. В другом случае саундтрек перестрелки, который был загружен в TikTok ещё 1 февраля, позже был использован в более чем 1 700 видеороликах, многие из которых предположительно были связаны с боевыми действиями на Украине.
Новостное агентство Reuters заявило, что ввод войск России на Украину является «последним примером центральной роли», которую TikTok сыграл в донесении новостей и текущих событий до поколения Z — большой аудитории приложения. Исследователь Эбби Ричардс, изучающий TikTok, отметил: «Есть люди, которые прямо сейчас впервые видят войну в TikTok. Люди доверяют этому. В результате многие люди видят ложную информацию об Украине и верят ей». Приложение стало настолько влиятельным в этом конфликте, что президент Украины Владимир Зеленский в речи, адресованной гражданам России, обратился к тиктокерам как к группе, которая может помочь положить конец войне, администрация Байдена пригласила влиятельных тиктокеров в Белый дом, чтобы проинформировать их о реалиях войны и привлечь их к борьбе с дезинформацией.
По состоянию на 7 марта 2022 года, видео TikTok с хэштегом #ukrainewar были просмотрены более 600 млн раз, а некоторые из самых популярных роликов набрали около миллиона лайков. В то же время хэштег #ukrainewar в Instagram насчитывал свыше 180 000 постов, а самые популярные видео были просмотрены десятки тысяч раз. Foreign Policy сообщает, что только за первую неделю войны видео из различных источников на TikTok с тегами #Russia и #Ukraine набрали 37,2 и 8,5 млрд просмотров соответственно.
В отчёте под названием «TikTok, война на Украине и 10 функций, которые делают приложение уязвимым для дезинформации», подготовленном проектом «Технологии и социальные изменения» Гарвардского центра Шоренштейна, было отслежено, что 9 марта видео в TikTok под хэштегом #ukraine набрал более 26,8 млрд просмотров по сравнению с тем же хэштегом в Instagram, у которого было 33 млн просмотров.

### Использование в России
В первые месяцы вторжения на Украину TikTok был завален хэштегами вроде «РоссияВперед» или любой комбинацией с буквой Z. Молодые блогеры прославляли мудрость Владимира Путина, восхищались Рамзаном Кадыровым и убеждали своих зрителей в неэффективности санкций.
Массовое движение российских TikTok-пользователей, в основном инфлюенсеров, размещало видео под хэштегом #давайзамир. В видеороликах использовался ряд общих тезисов, таких как «все обвиняют Россию, но закрывают глаза на то, что Донбасс находится под обстрелом уже 8 лет» и «пожалуйста, проверяйте все новости, мы боремся за мир». Большинство видеороликов по содержанию были похожи, что свидетельствует о возможной координационной кампании в соцсетях. Некоторые российские тиктокеры опубликовали сообщения, подтверждающие, что им предлагали плату за публикацию символов мира и выражение повествования, распространяемого российскими государственными СМИ. Другие пользователи TikTok опубликовали видеоролики, на которых тиктокеры произносят заявления, и пристыдили их за продажность. После критики некоторые из российских пользователей удалили свои видео или отключили комментарии в своих аккаунтах.
Вскоре после этой первой волны подобных нарративов появилась вторая волна, когда несколько пользователей опубликовали видеоролики с тезисами «В 2015 году в Донецке построили новый мемориал под названием „Аллея ангелов“» и «Россия хочет принести мир».
Такую же стратегию использовал и Белый дом, который проинформировал 30 популярных американских тиктокеров о ключевых деталях вооружённого конфликта, пытаясь продвинуть своё повествование в TikTok. С тех пор тиктокеры выпускали видеоролики о войне. При этом в открытых источниках нет данных о том, заплатили ли им за создание данного контента.
Издание The Insider посчитало, что значительная часть контента распространялась за деньги, и устроило «контрольные закупки» у патриотически настроенных тиктокеров. Выяснилось, что средняя стоимость ролика на ту или иную тему составляет около 100 евро. При этом сами тиктокеры не очень понимали, что именно им велят озвучить, и за указанную сумму были готовы опубликовать любые тезисы.

#### Ограничение работы TikTok в России
TikTok заблокировал Sputnik и RT в ЕС, а 3 марта 2022 года соцсеть отметила, что выделила больше ресурсов для мониторинга вводящего в заблуждение контента о вторжении. 4 марта она заявила, что начнёт маркировать каналы как спонсируемые государством в странах, где они всё ещё доступны. Пресс-секретарь TikTok Хилари Маккуэйд заявила: «Мы продолжаем реагировать на войну на Украине, увеличивая ресурсы безопасности и безопасности, чтобы обнаруживать возникающие угрозы и удалять вредную дезинформацию». 6 марта TikTok приостанавил прямые трансляции и загрузку нового контента в России для соблюдения нового российского «закона о фейках». До этого многие российские пользователи выкладывали видео антивоенных протестов. Несмотря на приостановку работы TikTok в России, многие российские учётные записи TikTok, включая государственные, по-прежнему показывались на платформе, а видео, размещённые в России до 6 марта, по-прежнему можно было просматривать и комментировать.
Решение TikTok приостановить свои услуги в России также не предотвратило появление пророссийских аккаунтов за пределами России. В США тиктокеры выпускают в соцсети ролики, чтобы выразить свою поддержку Владимиру Путину и российской армии, публикуя отрывки из старых речей Путина, благоприятные новостные ролики и пророссийские мемы.

#### Реклама ЧВК «Вагнер»
Аналитики NewsGuard обнаружили в соцсети TikTok сотни видеороликов, которые рекламируют ЧВК «Вагнер» и распространяют ненависть к Украине. По заявлению NewsGuard, не менее 160 видеороликов на платформе «указывают на, демонстрируют или прославляют акты насилия» со стороны группы наемников «ЧВК Вагнера», основанной Евгением Пригожиным. Американский аналитический центр считает, что видео ЧВК набрали около миллиарда просмотров. NewsGuard также обнаружил более 500 видеозаписей, не только оправдывающих российское вторжение, но и призывающих убивать украинцев. Согласно отчёту, не менее 5 аккаунтов, распространявших подобные видео, давали ссылки на телеграм-каналы или страницы ВКонтакте, где регулярно публиковались материалы, связанные с набором в ЧВК. Главный редактор NewsGuard Мадлен Роше заявила в интервью следующее: «Важно отметить функции TikTok. Там очень легко записать и загрузить видео, очень легко читать титры, а также использовать музыку. И мы обнаружили, что одна песню со словами о ненависти к Украине, которую распространяла пропаганда и тем самым демонизировала Украину, была использована в 500 видеороликах. Так что в этом смысле очень просто взять песню и очень быстро её распространить».

### Использование на Украине
Граждане Украины, скрывающиеся в бомбоубежищах или покидающие свои дома, делились своими историями с платформой, однако в то же время распространялась и дезинформация. Например на страницах ведущих украинских инфлюенсеров публиковались монтажи разрушенных ракетами жилых домов, пустых полок продуктовых магазинов и длинных очередей машин, выстроившихся у заправок. Украинцы в стране и за её пределами стали активно использовать платформу для прямого общения с западной аудиторией, могли, например, публиковать видео, развенчивающие интернет-слухи и рассказывающие об ужасах, которые они переживают во время вторжения. Некоторые украинские пользователи TikTok поставили перед собой задачу делиться информацией и распространять информацию среди западной аудитории.

## Другие социальные сети

### Instagram
Аккаунт президента Украины Владимира Зеленского в Instagram насчитывает 16,5 млн подписчиков, хэштеги #zelensky и #zelenskyy можно найти в более чем 100 000 постов, а посты с хэштегами #zelensky и #zelenskiy набрали более 1,6 млрд и 1 млрд просмотров соответственно (на апрель 2022 года). У советника президента Алексея Арестовича свыше 1 млн подписчиков в Instagram (на апрель 2022 года).

### YouTube
Видеохостинг YouTube активизировал усилия по борьбе с спонсируемым государством контентом, удалив, по состоянию на март 2022 года, более 1000 каналов и 15 000 видео. Данный шаг был сделан через несколько недель после того, как видеоролики, распространяющие дезинформацию, набрали тысячи просмотров. Теория биологического оружия оказалась особенно уязвимой для платформы, YouTube не только не смог удалить видео, излагающие эти теории, как показало исследование Media Matters for America, но и заработал на них через каналы с монетизацией.

### Twitch
В марте 2022 года платформа прямых трансляций Twitch сообщила российским стримерам, что она приостановит платежи. Она проинформировала их о своих планах по электронной почте: «Выплаты финансовой организации, связанной с вашей учётной записью Twitch, заблокированы в результате санкций. Чтобы продолжить получать выплаты, вам нужно будет указать новый способ выплат». Платформа фактически лишила российских стримеров возможность зарабатывать деньги. Например один из крупнейших российских стримеров Twitch Алексей «JesusAVGN» Губанов сказал, что ему пришлось бежать из России и переехать в США из-за его позиции против президента России Владимира Путина. Он отметил, что ему заблокировали платежи с Twitch, что многие рекламодатели ушли с российского рынка, и его карты Visa и Mastercard в ближайшее время перестанут работать за пределами России.

## Ограничения социальных сетей
Социальные сети испытывают давление со стороны западных и украинских официальных лиц, требующих прекратить распространение российской дезинформации о войне, особенно со стороны поддерживаемых государством СМИ, таких как RT и Sputnik. 24 февраля 2022 года компания Meta ограничила аккаунты четырёх российских СМИ: телеканала «Звезда», агентства «РИА Новости», интернет-ресурсов «Лента.ру» и «Газета.ру».
25 февраля украинские официальные лица обратились к Apple, Meta и Google с просьбой ограничить их услуги внутри России. Затем Google и Meta, которой принадлежит Facebook, запретили российским государственным СМИ продавать рекламу на своих платформах.
27 февраля Карты Google прекратило отображать информацию о дорожном движении внутри Украины из-за опасений, что это может создать угрозу безопасности, показывая места скопления людей. Facebook объявил, что закрыл кампанию пророссийского влияния и отдельную хакерскую кампанию, нацеленную на своих пользователей на Украине. Тогда кампания Google заявила, что продолжает следить за ситуацией на Украине, Твиттер заявил, что серьёзно относится к своей роли в конфликте, а Facebook отказался от комментариев.
YouTube заявил, что заблокирует RT и Sputnik в Европейском союзе, а Твиттер и Meta заявили, что будут помечать контент из этих СМИ как спонсируемый государством.
В марте 2022 года WhatsApp запустил специальные кампании по контрпропаганде. Глава WhatsApp Уилл Кэткарт сообщил в Твиттере, что служба экстренной помощи Украины запустила горячую линию, чтобы предоставлять людям качественную информацию о ситуации.
Издание The Insider отмечает, что российские власти обходят запрет на вещание в Европе: русскоязычное население делится в соцсетях советами, как перенастроить антенну или подключить российские каналы через приставку. The Insider также обнаружило целое семейство Telegram-каналов и чатов на немецком языке, распространяющих пророссийскую информацию. В издании сообщается, что их связь между собой можно определить, основываясь на том факте, что они делятся ссылками друг на друга.

## Документирование военных преступлений
В социальных сетях в ходе боевых действий часто появлялись свидетельства военных преступлений. Однако платформы, такие как Meta и YouTube, зачастую удаляли подобные материалы, заявляя о защите пользователей от шокирующего контента. При этом они использовали системы искусственного интеллекта для быстрой модерации подобного содержимого. Однако правозащитники заявляли, что таким образом могут быть навсегда потеряны важные доказательства случившегося, которые в будущем могли бы использоваться в судебных процессах. Правозащитники настаивали на необходимости создать глобальный архив для таких материалов и обеспечить к ним доступ правоохранительных органов и журналистов-расследователей.

## В информационной войне
Газета The New Yorker и другие СМИ охарактеризовали вторжение России на Украину как «первую в мире TikTok-войну», а интернет-подкаст The Content Mines как «самую онлайновую войну всех времён вплоть до следующей». Издание Columbia Journalism Review отметило, что для журналистов вторжение России на Украину — это «WhatsApp-война». Журнал Forbes называет его «первой войной в социальных сетях», в то время как журнал The Economist отметил, что это не «первая война в социальных сетях», а «самая вирусная», а Time объяснил, что социальные сети ещё раньше использовались для документирования других вооружённых конфликтов, таких как гражданская война в Сирии. Полномасштабные военные действия на Украине также называли первой полномасштабной кибервойной и первой хакерской войной, в которой участвуют как государственные, так и негосударственные субъекты, атакующие информационные инфраструктуры комбатантов.
Украина и Россия — не единственные государства, заинтересованные и вовлечённые в изображение войны на своих собственных условиях. Такие страны, как Китай и Белоруссия, предприняли усилия, чтобы представить конфликт на своих собственных условиях. Они запустили, как сообщает Foreign Policy, «скоординированные кампании дезинформации» на платформах соцсетей — эти кампании в целом преуменьшали ответственность России и продвигали антиамериканские и антинатовские посты. Сочетание повествований, как правдивых, так и ложных, исходящих от различных государств, а также миллионов отдельных пользователей в социальных сетях, расширило роль технологических платформ в формировании динамики войны и может повлиять на её результаты.
Разнообразие используемых платформ социальных сетей и различия в их доступности в разных странах затрудняют координацию усилий по борьбе с дезинформацией, создавая при этом различные информационные экосистемы в разных географических регионах. Повествования о войне, появляющиеся в социальных сетях, принимают разные формы в зависимости от платформы и региона, в том числе в России и на Украине. Для некоторых обмен сообщениями стал важным полем битвы, дополняющим действия украинских военных на физической линии фронта, поскольку изображения и информация распространяются в Instagram, Facebook, Telegram и TikTok. Социальные сети также помогли украинцам поделиться своими взглядами, связаться с членами семьи и найти ресурсы и поддержку по мере развития кризиса. Они также позволили рядовым украинцам делиться изображениями с передовой, в то время как Россия и Украина использовали тщательно срежиссированные клипы, чтобы завоевать к себе расположение.

### Выдача довоенного медиаконтента за новый
Ещё до начала вторжения в социальных сетях широко распространялись фотографии и спутниковые снимки российских танков и вооружённых формирований, что опровергало заявления российских официальных лиц о том, что будут лишь проводиться военные учения.
В социальных сетях впоследствии появилось бесчисленное количество видеороликов, снятых с линии фронта в первые недели военных действий, которые демонстрируют разрушения и опустошения, а также были размещены видеоролики уничтоженной российской техники. Вторжение России на Украину сопровождается сфальсифицированными, ложными или вводящими в заблуждение изображениями в социальных сетях, таких как Facebook, Твиттер, TikTok и Telegram, утверждающими, что они связаны с конфликтом. В первые часы конфликта было опубликовано несколько видеороликов, в которых утверждалось, что российские ВВС действуют над Украиной, и в соцсетях они стали вирусными. Тысячи людей посмотрели вводящие в заблуждение видео несвязанных взрывов. Сторонники обеих сторон также размещают фейковые видеоролики об успехах ВВС России или ВВС Украины. Газета The Independent сообщила, что количество сообщений, видео и фотографий, разлетевшихся по социальным сетям, «намного превышает число авиаударов, обрушившихся на Украину».
В то же время другие пользователи социальных сетей начали делиться голословными народными историями об украинских подвигах, включая «Призрак Киева» — военный лётчик-ас, который якобы в одиночку уничтожил 6 российских самолётов за считанные часы в самом начале вторжения. Пророссийские пользователи также часто повторяли официальную позицию Кремля о том, что вторжение России на Украину является «специальной военной операцией» по денацификации и демилитаризации Украины. В Telegram и Твиттере вторжение России на Украину было одновременно «неспровоцированным» и «необходимым» в зависимости от адресанта сообщения.
24 февраля в Telegram-каналах начала распространяться фотография, на которой был изображён якобы подбитый российский танк, однако фото с танком было сделано в 2015 году. Другое видео показывает, как якобы российский десантник снимает видео TikTok во время вторжения на Украину. 19-секундный клип сначала показывает двух десантников в небе; затем камера переключается в режим «селфи» и показывает десантника, смеющегося в камеру и говорящего по-русски. Ролик был опубликован в TikTok пользователем @RomanAdler123 24 февраля. За сутки клип набрал не менее 27 млн просмотров, 1,3 млн лайков и был распространён более 136 900 раз. Видео стало вирусным, и его даже подхватило издание Barstool Sports (которое у себя позже его удалило). В подписи написано «Оригинальный звук — Роман», и некоторые пользователи предположили, что на видео российские войска принимают участие во вторжении. Однако на видео нет российского солдата, документирующего вторжение на Украину. Ролик был опубликован в сети в Instagram 25 августа 2015 года пользователем соцсети с таким же ником. Автор загрузил старые кадры на свой канал в TikTok 24 февраля, в день вторжения России на Украину, из-за чего зрители подумали, что это кадры из конфликта.
В тот же день распространялось видео, в котором утверждались ракетные обстрелы, являющиеся частью войны на Украине. В действительности же видеоролик происходит из 2018 года и показывает залп из РСЗО. В твите 2018 года показаны те же кадры, хотя у «Би-би-си» возникли сомнения в точности подписи. Другой клип показывает группы истребителей и бомбардировщиков, летящих над городом под звуки сирен воздушной тревоги. Фактчекинг «Би-би-си» выявил, что в кадрах показана подготовка к военному параду в 2020 году. Звук сирены воздушной тревоги был наложен поверх оригинального звука. В другом видеоролике утверждается, что российские десантники приземляются недалеко от Харькова: впервые он появился в Рунете в 2016 году. Ещё один клип показывает якобы сбитый над Украиной российский самолёт. Но на самом деле это ливийский правительственный самолёт, сбитый повстанцами над Бенгази в 2011 году.
Бывший посол Украины в США Владимир Ельченко поделился в своём аккаунте в Твиттере взрывами в Мариуполе. Однако версия этого видео была загружена в Tiktok ещё 29 января в аккаунте, который регулярно публикует изображения и видеозаписи взрывов. Она также показывает результат удара молнии по электростанции вместо каких-либо военных действий, как следует из русского названия видео. Пользователи также поставили под сомнение зелень деревьев: имеющиеся данные показывают, что средняя температура февраля в Мариуполе составляет около нуля градусов.
Некоторые пользователи социальных сетей поделились изображением российских солдат, водружающих флаг над мэрией Харькова. Инструменты поиска обратных изображений показывают, что событие имело место в 2014 году, в более ранний период беспорядков.
В видео, опубликованном одним китайскоязычным аккаунтом в Твиттере, с подписью «Путин Великий напал на Украину» на самом деле показан взрыв здания порта в Бейруте в августе 2020 года, в результате которого погибло более 200 человек.
25 февраля представительница Королевского объединённого института оборонных исследований Натия Сескуриа опубликовала картинку мэра Киева Виталия Кличко, который «защищает свою страну» на линии фронта. Однако в действительности старое фото Кличко выдали за актуальное: согласно фактчекингу Deutsche Welle (DW), изображение было датировано 2021 годом. Оно было опубликовано в Instagram самим Кличко и показывает, как он тренируется с украинскими резервистами в Черниговской области. В тот же день министерство обороны Украины в своём Твиттере опубликовало ролик, где кадры воздушного боя сопровождаются подписью «МиГ-29 Воздушных сил ВСУ уничтожает „не имеющий аналогов“ Су-35 российских оккупантов». Однако на самом деле были показаны кадры из видеоигры Digital Combat Simulator World.
Один из старых и неправильно маркированных кадров был просмотрен более 18 млн раз в TikTok (по состоянию на 25 февраля 2022 года). В нём утверждалось, что украинские войска «сражаются» с российскими солдатами на авиабазе. Хотя на нём действительно показано противостояние между украинскими и российскими войсками, фактчекеры установили, что кадры были сняты в 2014 году на авиабазе Бельбек (Севастополь) во время аннексии Крыма Россией. Эти же кадры в то время транслировались по турецкому каналу «Би-би-си» после того, как были показаны по турецкому телевидению. В другом видео, размещённом как в Facebook, так и в Twitter с неофициального аккаунта, поддерживающего ВСУ, утверждалась демонстрация уничтожения российского персонала и техники на Украине через прицел беспилотника. Однако это кадры из Сирии, снятые в 2020 году. В новой версии изображение перевёрнуто, вероятно, в попытке предотвратить проверку с помощью инструментов обратного поиска изображений. Впоследствии пост в Твиттере был удалён. В другом ролике с неправильным названием в Твиттере утверждалось, что это российский авиаудар по Украине, «вызвавший цепную реакцию на Луганской электростанции».
26 февраля белорусский оппозиционный телеканал Nexta опубликовал в Твиттере видео, на котором, как утверждалось, украинский пилот сбивает российский истребитель. Клип показывал горящий самолёт, сопровождаемый звуком мощного взрыва, и за 2 дня был просмотрен почти миллион раз. Однако ролик оказался фейком, отрывком ролика из видеоигры Arma 3, не связанной с войной на Украине. В тот же день конгрессмен США Адам Кинзингер и бывший премьер-министр Швеции Карл Бильдт опубликовали изображение, где двое детей провожают колонну украинских войск в бой. Оно набрало миллионы лайков и репостов. Однако изображение было сделано раньше — впервые оно было опубликовано в 2016 году. Его сделал фотограф-доброволец министерства обороны Украины, которого позже уволили из-за обвинений в том, что он инсценировал некоторые из своих боевых снимков.
Ещё одно видео, опубликованное 26 февраля, утверждало, что президент Украины Владимир Зеленский в военной форме поднимает боевой дух украинских военных, попивая с ними чай на поле боя. За выходные ролик набрал почти 3 млн просмотров. В действительности видео было снято за неделю до начала вторжения в селе Широкино, когда президент Зеленский посетил фронтовиков, чтобы выразить поддержку украинским войскам.
27 февраля в TikTok было опубликовано видео, якобы отображающее сцену во время вторжения, PolitiFact разоблачил его как заимствованное из видеоролика, размещённого на YouTube и датируемого 2017 годом, который в действительности показывает одного из американских «Голубых ангелов».
28 февраля израильский телеканал Channel 13 использовал короткий видеоролик, якобы демонстрирующий разрушения на Украине. Как показал фактчекинг DW, это видео происходит не из Украины, а из «Звёздных войн». «Люди в необычной форме» в действительности являются штурмовиками из «Звёздных войн», а обломки самолётов — имперские СИД-истребители из той же серии фильмов. Обратный поиск изображений с использованием платформы TinEye показал, что видеозапись относится к 2014 году. По сообщениям СМИ, ответственный за не соответствующую действительности публикацию сотрудник был уволен.
В конце февраля завирусилось видео, где показано, что украинская девушка якобы противостоит российскому солдату. Ролик, по состоянию на 28 февраля 2022 года, набрал 12 млн лосмотров в TikTok и почти миллион просмотров в Твиттере. Однако в действительности в нём изображена палестинская девочка Ахед Тамими, противостоящая израильскому солдату после ареста её старшего брата в 2012 году. На тот момент девочке было 11 лет. Твиттер назвал видео «вырванным из контекста». Также в конце февраля на нескольких платформах разошлись различные версии видео, на котором якобы показаны жители Киева, сражающиеся с российской мотопехотой с помощью коктейлей Молотова. Это заставило многих пользователей поверить в то, что в нём показаны столкновения между гражданами Украины и российскими войсками, и им поделились два британских депутата. Однако ролик был создан ещё во время Евромайдана в 2014 году.
На неофициальной странице в Твиттере с более чем 450 000 подписчиков, поддерживающих вооружённые силы Украины (@ArmedForcesUkr), было опубликовано короткое видео, якобы демонстрирующее военные успехи Украины против российской армии. DW установило, что 6 эпизодов в ролике относятся к периоду, предшествовавшему вторжению России на Украину, и показывают конфликты в других регионах. Одна из этих сцен в действительности показывает, как российские снайперы работают в Сирии. Издание DW отметило, что остальные 10 инцидентов могут быть реальными, но не могут быть проверены на 100 %.
Другое 37-секундное видео показывает сошедший с рельсов военный поезд, который якобы направлялся на Украину. Местом действия был объявлен Брянск, который находится чуть более чем в 100 км от границы с Украиной. Смысл ролика, как отмечает DW, был ясен: некие «партизаны» саботировали российский поезд. Однако фактчекинг DW установил, что видео не имеет ничего общего с войной на Украине и является более старым. Результат поиска по изображению показал, что самые старые версии видео датируются от 6 сентября 2017 года. Дальнейшие поиски под результатами обратного поиска изображений привели к нескольким статьям в российских СМИ, подробно описывающим инцидент, произошедший на линии между станциями Чита II и Антипихой.

### Использование ботов
В ноябре 2022 года группа специалистов из Аделаидского университета провела исследование свыше 5 миллионов твитов с ключевыми хэштегами, опубликованными в течение 2 недель после начала военных действий. По их словам, более 90 % твитов были проукраинскими, при этом менее 7 % можно было классифицировать как пророссийские, а общее число фейковых аккаунтов и ботов составляет около 60—80 %. Учёные пришли к выводу, что украинская сторона более активна и продвинута в использовании автоматизированных аккаунтов в Твиттере, а активность российских ботов в первую неделю конфликта была минимальной.
Россия же годами использовала и совершенствовала так называемую гибридную войну, которую она ведёт широким спектром подрывных невоенных методов, включая использование медиаорганизаций, таких как Агентство интернет-исследований, в качестве центров дезинформации и «ферм троллей». Сама продукция провластного контента была названа пропагандистской моделью «пожарный шланг лжи».
Исследователи, изучающие онлайн-дезинформацию, к началу августа 2022 года обнаружили около 250 сайтов, активно распространяющих российскую дезинформацию. По мнению профессора Университета Клемсона Даррена Линвилла, ряд аккаунтов, распространяющих в Твиттере пророссийскую дезинформацию о ситуации на Украине, может принадлежать работникам фабрики троллей. По данным анализа ProPublica и Clemson Media Forensics Hub, время публикации твитов от подозрительных учётных записей совпадало с расписанием дня Агентства интернет-исследований, и публикация записей сокращалась во время праздничных и выходных дней в России. В своих твитах аккаунты повторяли повествования российских официальных лиц: объясняли необходимость вторжения, обвиняли НАТО и сеяли сомнения в количестве жертв среди мирного населения.

### Использование комментариев анонимных аккаунтов
Российские государственные медиа публиковали новости, в которых простые европейцы и американцы якобы хвалят всё российское, жёстко критикуют руководителей своих стран. Короткие новости, иногда выходившие по несколько раз в день, как «британцы раскритиковали», французы «подняли на смех», а немцы «потеряли дар речи», выпускало государственное агентство РИА «Новости». Затем со ссылкой на него эти заметки тиражируются в других провластных СМИ. Российские СМИ, подконтрольные государству, публиковали заголовки о том, как немцы защищают Владимира Путина, высмеивают министра иностранных дел Анналену Бербок и критикуют федерального канцлера Германии Олафа Шольца.
Издание «Медуза» отмечает, что РИА Новости «постоянно сообщает о том, как жители разных стран ЕС критикуют европейских политиков и власти Украины, беря за основу анонимные комментарии, оставленные на сайтах иностранных СМИ». Например, 15 августа 2022 года РИА Новости выпустило статью, что «немцы жестко ответили на обращение Зеленского к россиянам», в котором процитировало анонимных комментаторов с никами, составленными из бессмысленного набора букв: zw9s, nzjdMFpV, rrnsne2Nr и GvbR72. Deutsche Welle сообщает, что имена пользователей с такими случайными буквами ставят под сомнение их подлинность. При этом в некоторых материалах РИА Новости не указываются псевдонимы авторов комментариев.

### Использование ООН для распространения пропаганды
В информационной войне Россия использовала ООН. 6 западных стран обвинили Россию в использовании Совета Безопасности ООН для распространения дезинформации, пропаганды и оправдания неспровоцированного нападения на Украину.

### Использование диппредставительств для распространения фейков
Россия посредством заявлений своих дипломатических представителей распространяла не соответствующую действительности информацию и не подтверждённые обвинения. Посольство России в Великобритании опубликовало 29 ноября твит с фотографиями, на которых девушку гримируют под тяжело раненную, нанося ей на кожу бутафорскую кровь. На одном из фото «раненая» позирует перед камерой, явно дурачась. Дипломаты сделали к фото подпись: «Украинские фейки и пропаганда работают идеально». Издание The Insider, ссылаясь на фактчекинг грузинского портала и актрисы Людмилы Билеки, отметило, что фотографии были сделаны в 2016 году во время тренинга по оказанию первой помощи, проводившегося украинской организацией TacCat, где Билека занимала должность медицинского директора; актёры изображали пострадавших. Издание также сообщило, что к моменту, когда появился твит российского посольства, фейк уже был разоблачён.
Почётные консулы России в других странах, в нарушение правил, активно участвовали в политике и поддержали войну России против Украины.

### Использование дипфейков
Во время конфликта в сети циркулировали поддельные видео с заявлениями президентов России и Украины, просящих солдат сложить оружие и сдаться. Дипфейки с Путиным и Зеленским появились 16 марта 2022 года. Ролики являются поддельными версиями реальных видео с пресс-конференций. Эксперты сообщили телеканалу Euronews, что дипфейк с Зеленским был «первым, использованным преднамеренно и широко вводящим в заблуждение образом» и ознаменовал сдвиг в дезинформации вокруг войны на Украине.

### Поддельные репортажи
В ходе освещения обстрела вокзала Краматорска в российских СМИ и соцсетях получило обращение сфабрикованное видео, брендированное и оформленное как репортаж BBC.
В начале июля издание Deutsche Welle обнаружило в соцсетях несколько фейковых новостей якобы от ведущих западных СМИ. В сюжетах продвигалась пророссийская позиция, а материалы распространялись под видом публикаций самой DW, американского телеканала CNN и британской BBC.
Антиукраинские видео и несуществующие обложки популярных журналов, например Charlie Hebdo, сначала становятся вирусными в российском сегменте Telegram, а затем попадают в традиционные медиа.

### Пророссийский «фактчекинг»
Веб-сайт и телеграм-канал «Война с фейками», широко цитируемые в российских СМИ, обвинялись рядом СМИ и Лабораторией цифровых криминалистических исследований Атлантического совета в публикации проверок фактов, которые на самом деле распространяли российскую дезинформацию, «опровергая», например, «постановочные» фотографии жертв российского нападения, которые на самом деле являются подлинными. Пресса обращает внимание на внезапное появление, быстрый рост и широкую поддержку канала со стороны государственных российских СМИ.

## Оценки
Эксперты считают, что реакция социальных сетей на войну на Украине была бессистемной и запутанной.
В марте 2022 года доцент политологии в Ратгерском университете Майкл Бойл высказал мнение, что «эта война будет вестись в том числе в социальных сетях. Сегодня социальные сети с таким разнообразным информационным пространством, куда любой может попасть, меняют ландшафт современной войны и дают правительствам возможности специально распространять истории, чтобы формировать поле боя и, возможно, формировать то, как одна сторона видит другую или попытаться получить поддержку с другой стороны».
Эксперт по технологиям коммуникации Тулейнского университета Эйдан Смит отмечает: «Людям трудно отличить, что реально, а что нет, но им легко почувствовать связь с человеческими историями. И поэтому, когда люди видят семьи, прячущиеся в бомбоубежищах, или мужчин, оставляющих свои семьи, чтобы уйти и сражаться, или призывы к оружию, —это сильное эмоциональное воздействие. Независимо от того, на чьей стороне люди, трудно отрицать настоящие человеческие эмоции. И это то, что отличает день сегодняшний, скажем, от времён Второй мировой войны, когда было много отрицания. Зверства, которые творились тогда, не видели в прямом эфире — у нас не было спутниковых сетей и Интернета, чтобы мгновенно показать вред и насилие, которые сегодня мы можем заснять и передать в любое время, так как наши телефоны у нас в кармане всегда».
Доцент Шведского университета обороны в Стокгольме Мэттью Форд отметил в своих исследованиях, что, поскольку 85 % украинцев уже имели на начало войны мобильный широкополосный доступ, можно сделать вывод, что это — «первая война между государствами в Европе, полностью опосредованная цифровыми технологиями». Учёный считает, что каждый может «участвовать в войне, будь то пропаганда из дома или фотографирование движения вражеских танков на передовой». Он также предупредил: «Созданные пользователями изображения и комментарии, распределённые по многим онлайн-платформам, создали огромный цифровой архив, который в конечном итоге может быть использован в трибуналах по военным преступлениям».
Исследования показывают, что освещение в новостях травмирующих событий может повлиять на психическое здоровье потребителей, а кадры и фотографии из Украины, заполонивших социальные сети, и распространяющаяся дезинформация имеют последствия для общественного здравоохранения.

### Россия
Страны Запада неоднократно обвиняли российских военных в использовании социальных сетей и Интернета для распространения ложной или вводящей в заблуждение информации с целью подорвать их авторитет, продвижения России или попыток склонить общественное мнение против поддержки Украины в её борьбе с российским вторжением.
По мнению Центра инноваций в международном управлении, для России соцсети являются ещё одним каналом, в котором должен быть создан «туман войны», где проводится кампания по поставке увиденного под сомнение, отрицание и даже переиначивание истории за пределами России. Внутри в значительной степени закрытого российского интернет-пространства сообщения контролируются, а повествования ориентированы на поддержку российской армии.
Журнал The Economist отмечает, что на Западе повествования России не получили большого распространения и что западные платформы также заняли более жёсткую позицию в отношении пропаганды, распространяемой российскими государственными СМИ. The Washington Post считает, что Россия извлекла выгоду из собственной формы запугивания в социальных сетях.
Российские военные успешно использовали разведку по открытым источникам из украинских социальных сетей для калибровки своих ракетных атак. В ответ украинское правительство объявило распространение такой информации уголовно наказуемым деянием и распространило информацию о стремлении России использовать данную тактику.

### Украина
Украина использовала социальные сети, чтобы привести убедительные доводы против вторжения и сплотить глобальную общественность против Владимира Путина. Украина использовала мемы, такие как «Призрак Киева», лозунги и юмор в государственных аккаунтах в социальных сетях в своей стратегии информационной войны, например, чтобы высмеивать и унижать Россию и поднимать моральный дух украинских граждан, а её государственные аккаунты в социальных сетях до войны были известны тем, что они эффективно использовали мемы для отстаивания внешнеполитических позиций. В то время как обычные гражданские лица на местах могут публиковать изображения, украинское правительство и военные также использовали различные платформы социальных сетей как средство подчеркнуть свои успехи — и, что более важно, неудачи России.
Как отмечают Дрю Харвелл и Рэйчел Лерман из The Washington Post, украинцы и их сторонники использовали социальные сети, делились фотографиями, видео и личными историями, стремясь поднять настроение граждан и подорвать боевой дух российских войск. Журналисты пишут, что Украина во многих отношениях начала побеждать Россию в «её собственной игре», используя «постоянную красочную коммуникацию», чтобы «разжечь цифровое сопротивление» и разоблачить свою агрессию на мировой арене. Видеоролики помогли превратить местные истории о храбрости в вирусные легенды и разоблачение вторжения. Украинцы размещали видео, на которых они подрывают танки, охраняют села, делают коктейли Молотова, а некоторые украинские военные даже занимались троллингом российских военных. Одни посты освещали самые досадные тактические и логистические ошибки российской армии, а другие стали мощными инструментами стратегии и запугивания, помогая украинцам делиться различными видео и разведданными. Украинцы также делились в сети тактическими руководствами о том, как уворачиваться от снайперского огня, блокировать дороги и делать коктейли Молотова.
По мнению Меган Спесиа из The Washington Post, распространение в соцсетях фотографий, показывающих человеческие жертвы войны, помогло Украине создать образ страны «стойких выживших» людей с «высокими моральными устоями», в то же время выставляя Россию «беспощадным агрессором». Украинские социальные сети также продолжают взаимодействовать с ключевыми фигурами, находящимися в оппозиции российскому руководству, такими как российский политик Марк Фейгин и российская журналистка Юлия Латынина. Профессор Норвичского университета Лаша Чантуридзе заявил: «С самых первых дней войны на Украине социальные сети использовались во многих интересных целях. Частные структуры помогли Украине, создавая и распространяя контент и усиливая сообщения Киева».
Министр цифровой трансформации Украины Михаил Фёдоров отметил, что социальные сети могут использоваться правительствами в качестве «инструмента» для достижения целей военного времени. По мнению Центра инноваций в международном управлении, для Украины соцсети предоставляют новые каналы для распространения информации о ведении войны небольшими фрагментами, что в конечном итоге создаёт «мозаику» для пользователей Интернета, помогает сохранить внутреннюю решимость сопротивляться и создать внешнюю поддержку для помощи. Центр также отмичает вторичное влияние социальных сетей на тот факт, что Зеленский и его правительство не бежали из страны.
Журнал The Economist пишет, что украинское правительство использовало социальные сети для достижения различных целей. 17 марта министр иностранных дел Украина Дмитрий Кулеба попытался поставить Nestlé в неловкое положение за отказ прекратить все операции в России, разместив «мемное» изображение. Правительству Украины также была оказана немалая поддержка: по всей Украине специалисты по связям с общественностью, дизайнеры и представители других СМИ объединились через каналы в социальных сетях, возникшие в течение нескольких часов после вторжения. The Economist отмечает, что одни люди создают контент, ориентированный на россиян, другие выпускают патриотические клипы для российской аудитории, третьи фокусируются на TikTok, четвёртые делают мемы, а другие, как утверждается, работают над архивированием фото и видео из социальных сетей для будущих трибуналов по военным преступлениям.
Как отмечается в Школе менеджмента Слоуна, украинские официальные лица и гражданские лица «проявили изобретательность», используя социальные сети, чтобы сплотить общественное мнение и добиться поддержки. По словам директора Инициативы Массачусетского технологического института по цифровой экономике Синана Арала, Зеленский использует традиционные, социальные и зашифрованные СМИ для распространения информации, а министр цифровой трансформации Украины Михаил Фёдоров «объявил Первую мировую кибервойну», сосредоточившись на цифровых элементах вторжения. Другие украинские политики, включая советника президента Алексея Арестовича и главы Николаевской областной администрации Виталия Кима, также стали известны в социальных сетях, поскольку они используют свои аккаунты для информирования и мотивации своих граждан.
Украинцы используют разведку по открытым источникам (OSINT) для противодействия усилиям российской пропаганды и используют её для разоблачения многочисленных случаев военных преступлений России. Кроме того, на Украине OSINT приобрело ещё более символическое значение, что способствовало укреплению морального духа украинской нации, поскольку она позволила гражданам принять участие в военных действиях, внося свой вклад путём сбора доказательств и оказания помощи украинской армии.
Согласно оценке Питера Сучиу из Forbes, «не только киевская пропагандистская машина твитит, публикует и делится изображениями и видео с передовой — бо́льшая часть усилий делается теми, кого можно назвать антироссийскими, а не строго проукраинскими».